# Vernacle
Vernacular o vernacle és allò propi del lloc o país de naixença d'una persona o grup de persones, especialment quan es refereix a la llengua dita materna. En català també es pot fer servir la paraula vulgar, que s'empra sovint en contextos científics per contraposició amb els termes o mots de la nomenclatura científica que són en general en llatí.
Així, per a la majoria dels usuaris d'aquesta enciclopèdia, l'idioma vernacle és el català, valencià, mallorquí o balear. La paraula prové del llatí vernaculus, que significa «nascut en la casa d'un», provinent de «vern», un esclau nascut en la casa del mestre. El terme és usat en el context del llenguatge quan l'idioma usat en una àrea del coneixement és distint de la llengua materna dels parlants. A Europa meridional i occidental, la llengua "no-vernacla" per excel·lència fou durant diversos segles el llatí, que era la llengua pròpia dels romans. Després de la caiguda de l'Imperi Romà d'Occident, mentre llengües pròpies es desenvolupaven en diverses parts del que havia estat l'imperi, els escolàstics i l'Església van continuar usant el llatí per als estudis; de fet, l'única versió autoritzada de la Bíblia, la Vulgata, era en llatí (en una forma de llatí no clàssica, de transició cap al llatí vulgar). La traducció de la Bíblia a les llengües vernacles fou una part important de la Reforma protestant. A Europa i el món occidental, el llatí era emprat així mateix com a la llengua franca de la ciència fins a la fi del segle xviii, quan va ser substituït pel francès, i després en algunes àrees per l'alemany o l'anglès, que és ara la llengua que predomina en la comunicació científica, probablement a escala mundial. L'ús del llatí subsisteix en alguns camps científics, especialment en la taxonomia vegetal, on no sols els noms sinó també les descripcions oficials de les espècies o altres tàxons es continuen de publicar obligatòriament en llatí. No passa el mateix en zoologia, en la qual les descripcions noves es publiquen ja en llengua vernacla, encara que els noms continuïn de formar-se segons les regles del llatí.
Per a referir-se a un nom en llengua popular o local, alguns prefereixen l'adjectiu «vernacle» a «vulgar», per les connotacions pejoratives, en la llengua corrent si més no, que pot tenir aquest darrer (vulgar és el relatiu al vulgo).